# Menhir du Grand-Plessis
Le menhir du Grand-Plessis est situé à Le Bernard, dans le département français de la Vendée.

## Description
Le menhir est un énorme bloc de granite renversé au sol de 6,20 m de longueur. Il est situé à environ 500 m à l'est du groupe des menhirs du Plessis.